# 洪李金枝
洪李金枝（1911年—2013年1月31日），臺灣人瑞，在新北市新莊區的青年公園入口大雀榕掃落葉三十多年因而被臺灣《自由時報》於2010年採訪，被稱為環保義工、臺灣阿嬤。
2012年8月18日，洪李金枝發生意外，無法掃地。2013年1月31日因傷口感染逝世，享嵩壽102歲，在2013年3月9日於新北市三峽火葬場火化。

## 外部連結
- 臺灣99歲老人50年守護一棵樹(圖)